# David Baker (biochemicus)
David Baker (Seattle, 6 oktober 1962) is een Amerikaans biochemicus en computationeel bioloog die een pionier is op het gebied van methoden om eiwitten te ontwerpen en hun driedimensionale structuren te voorspellen. Hij is Henrietta and Aubrey Davis Endowed Professor in Biochemistry, onderzoeker bij het Howard Hughes Medical Institute en adjunct-hoogleraar genoomwetenschappen, bio-engineering, chemische technologie, computerwetenschappen en natuurkunde aan de Universiteit van Washington in Seattle. Hij ontving in 2024 de gedeelde Nobelprijs voor Scheikunde voor zijn werk aan computationeel eiwitontwerp.

## Biografie
Baker werd in 1962 geboren in een Joods gezin in Seattle, als zoon van de natuurkundige Marshall Baker en geofysicus Marcia Bourgin. Hij studeerde af aan de Garfield High School in Seattle. In 1984 behaalde hij een bachelordiploma aan de Harvard-universiteit met een hoofdvak in biologie.
Vervolgens was hij werkzaam in het laboratorium van Randy Schekman (Nobelprijs 2013), waar hij vooral werkte aan transport van eiwitten in gist. Onder Schekman promoveerde hij in 1989 in de biochemie aan de Universiteit van Californië - Berkeley. Vier jaar later, in 1993, voltooide hij zijn postdoc-opleiding in de biofysica bij David Agard aan de Universiteit van Californië in San Francisco.
Baker trad in 1993 toe tot de vakgroep biochemie van de Universiteit van Washington School of Medicine en werd in 2000 onderzoeker hij de Howard Hughes Medical Institute (HHMI). In 2009 werd hij verkozen tot lid van de American Academy of Arts and Sciences (AAAS).
Zijn echtgenote Hannele Ruohola-Baker is eveneens hoogleraar biochemie aan de Universiteit van Washington.

## Werk
Baker heeft zijn wetenschappelijk loopbaan besteed aan het ontwerpen van nieuwe eiwitten met gewenste structuren. Eiwitten bestaan uit allerlei combinaties van aminozuren. De aminozuren zitten aan elkaar in lange slierten. Die draaien en vouwen zich op tot een unieke driedimensionale structuur die de functie van het eiwit bepaalt.
Om het ab initio voorspellen van de structuur en functies van eiwitten te verbeteren maakte hij eind jaren negentig een software-algoritme met de naam Rosetta. Met hulp van Rosetta slaagden Brian Kuhlman en Gautam Dantas in Bakers laboratorium in 2003 er in om een geheel nieuw eiwit (Top7) te ontwerpen uit aminozuren dat vervolgens in een laboratorium ook daadwerkelijk gemaakt kon worden. Sindsdien heeft zijn onderzoeksgroep het ene na de andere eiwit geproduceerd die werken als geneesmiddelen, vaccins, nanomaterialen, etc.
In april 2019 gaf Baker in het Canadese Vancouver een TED-lezing met de titel: "Vijf uitdagingen die we kunnen oplossen door nieuwe eiwitten te ontwerpen".
Baker is mede-oprichter van diverse biotechnologische bedrijven waaronder Prospect Genomics, dat in 2001 werd overgenomen door een dochteronderneming van Eli Lilly, Isosavax, dat in 2023 door AstraZeneca werd overgenomen, Sana Biotechnology, Lyell Immunotherapeutics en Xiara Therapeutics.

## Erkenning
Voor zijn werk aan eiwitvouwing heeft Baker talloze prijzen in ontvangst mogen nemen, waaronder de ISCB  Overton Prize (2002), de Sackler International Prize in Biophysics (2008), de Wiley Prize (2022) en de BBVA Foundation Frontiers of Knowledge Award in de categorie "Biologie en biogeneeskunde" (2022). Voor zijn werk op het gebied van proteïne-ontwerp ontving Baker de Newcomb Cleveland Prize (2004), de Feynman Prize in Nanotechnology (2004) en de Breakthrough Prize in Life Sciences (2021).
In 2024 kreeg Baker de helft van de Nobelprijs voor Scheikunde voor zijn werk op het gebied van eiwitontwerp; de andere helft ging naar John Jumper en Demis Hassabis voor de ontwikkeling van AlphaFold, een programma voor de voorspelling van de eiwitstructuur. 
1901: Van 't Hoff ·
1902: E. Fischer ·
1903: Arrhenius ·
1904: Ramsay ·
1905: Baeyer ·
1906: Moissan ·
1907: Buchner ·
1908: Rutherford ·
1909: Ostwald ·
1910: Wallach ·
1911: Curie ·
1912: Grignard, Sabatier ·
1913: Werner ·
1914: Richards ·
1915: Willstätter ·
1918: Haber ·
1920: Nernst ·
1921: Soddy ·
1922: Aston ·
1923: Pregl ·
1925: Zsigmondy ·
1926: Svedberg ·
1927: Wieland ·
1928: Windaus ·
1929: Harden, Euler-Chelpin ·
1930: H. Fischer · 
1931: Bosch, Bergius ·
1932: Langmuir ·
1934: Urey ·
1935: F. Joliot-Curie, I. Joliot-Curie ·
1936: Debye ·
1937: Haworth, Karrer ·
1938: Kuhn ·
1939: Butenandt, Ružička ·
1943: Hevesy · 
1944: Hahn ·
1945: Virtanen ·
1946: Sumner, Northrop, Stanley ·
1947: Robinson · 
1948: Tiselius · 
1949: Giauque ·
1950: Diels, Alder ·
1951: McMillan, Seaborg ·
1952: Martin, Synge ·
1953: Staudinger ·
1954: Pauling ·
1955: Vigneaud ·
1956: Hinshelwood, Semjonov ·
1957: Todd ·
1958: Sanger ·
1959: Heyrovský ·
1960: Libby ·
1961: Calvin ·
1962: Perutz, Kendrew ·
1963: Ziegler, Natta ·
1964: Hodgkin ·
1965: Woodward ·
1966: Mulliken ·
1967: Eigen, Norrish, Porter ·
1968: Onsager ·
1969: Barton, Hassel ·
1970: Leloir ·
1971: Herzberg ·
1972: Anfinsen, Moore, Stein · 
1973: E.O. Fischer, Wilkinson · 
1974: Flory ·
1975: Cornforth, Prelog ·
1976: Lipscomb ·
1977: Prigogine · 
1978: Mitchell ·
1979: Brown, Wittig ·
1980: Berg, Gilbert, Sanger ·
1981: Fukui, Hoffmann ·
1982: Klug ·
1983: Taube ·
1984: Merrifield ·
1985: Hauptman, Karle ·
1986: Herschbach, Lee, Polanyi ·
1987: Cram, Lehn, Pedersen ·
1988: Deisenhofer, Huber, Michel ·
1989: Altman, Cech ·
1990: Corey ·
1991: Ernst ·
1992: Marcus ·
1993: Mullis, Smith ·
1994: Olah ·
1995: Crutzen, Molina, Rowland ·
1996: Curl, Kroto, Smalley ·
1997: Boyer, Walker, Skou ·
1998: Kohn, Pople ·
1999: Zewail ·
2000: Heeger, MacDiarmid, Shirakawa ·
2001: Knowles, Noyori, Sharpless ·
2002: Fenn, Tanaka, Wüthrich ·
2003: Agre, MacKinnon ·
2004: Ciechanover, Hershko, Rose ·
2005: Grubbs, Schrock, Chauvin ·
2006: Kornberg ·
2007: Ertl ·
2008: Shimomura, Chalfie, Tsien ·
2009: Steitz, Yonath, Ramakrishnan ·
2010: Heck, Negishi, Suzuki ·
2011: Shechtman ·
2012: Kobilka, Lefkowitz ·
2013: Karplus, Levitt, Warshel ·
2014: Betzig, Hell, Moerner ·
2015: Lindahl, Modrich, Sancar ·
2016: Sauvage, Stoddart, Feringa ·
2017: Dubochet, Frank, Henderson · 
2018: Arnold, Winter, Smith ·   
2019: Goodenough, Whittingham, Yoshino ·
2020: Charpentier, Doudna ·
2021: List, MacMillan ·
2022: Bertozzi, Meldal, Sharpless ·
2023: Bawendi, Brus, Jekimov ·
2024: Baker, Hassabis, Jumper